# Freyre
Freyre es una localidad situada en el departamento San Justo, provincia de Córdoba, Argentina.
Se encuentra situada a 30 km de la ciudad de San Francisco, y a 240 km de la ciudad de Córdoba.

## Historia
El 9 de septiembre de 1886 José Bernardo Iturraspe, dio origen a lo que en sus inicios se llamara "Plaza Freyre" emplazada a unos 3500 m de la ubicación actual. El primitivo poblado constaba de una pequeña iglesia rodeada de aproximadamente 13 casas.
En 1891, la llegada al pueblo del primer tren, marcó el inicio de una lenta pero constante emigración de estas familias hacia el emplazamiento actual, el que, junto a su Colonia, consta de una superficie de 32.000 hectáreas aproximadamente.
La colonización se inició en 1883 cuando Don Crisólogo Oliva, propietario de las tierras, vendió tres lotes de campo situados en la provincia de Córdoba y designados como lotes 24,51 y 52 a los señores José Bernardo Iturraspe y Antonio Agrelo. Posteriormente, el 16 de junio de 1891, Don José Bernardo Iturraspe compró la parte a su socio, quedando como único propietario de las tierras.
Freyre debe su nombre al apellido de la madre de su fundador, José Bernardo Iturraspe y la fiesta patronal se celebra el día 7 de octubre en honor a la Virgen del Rosario.

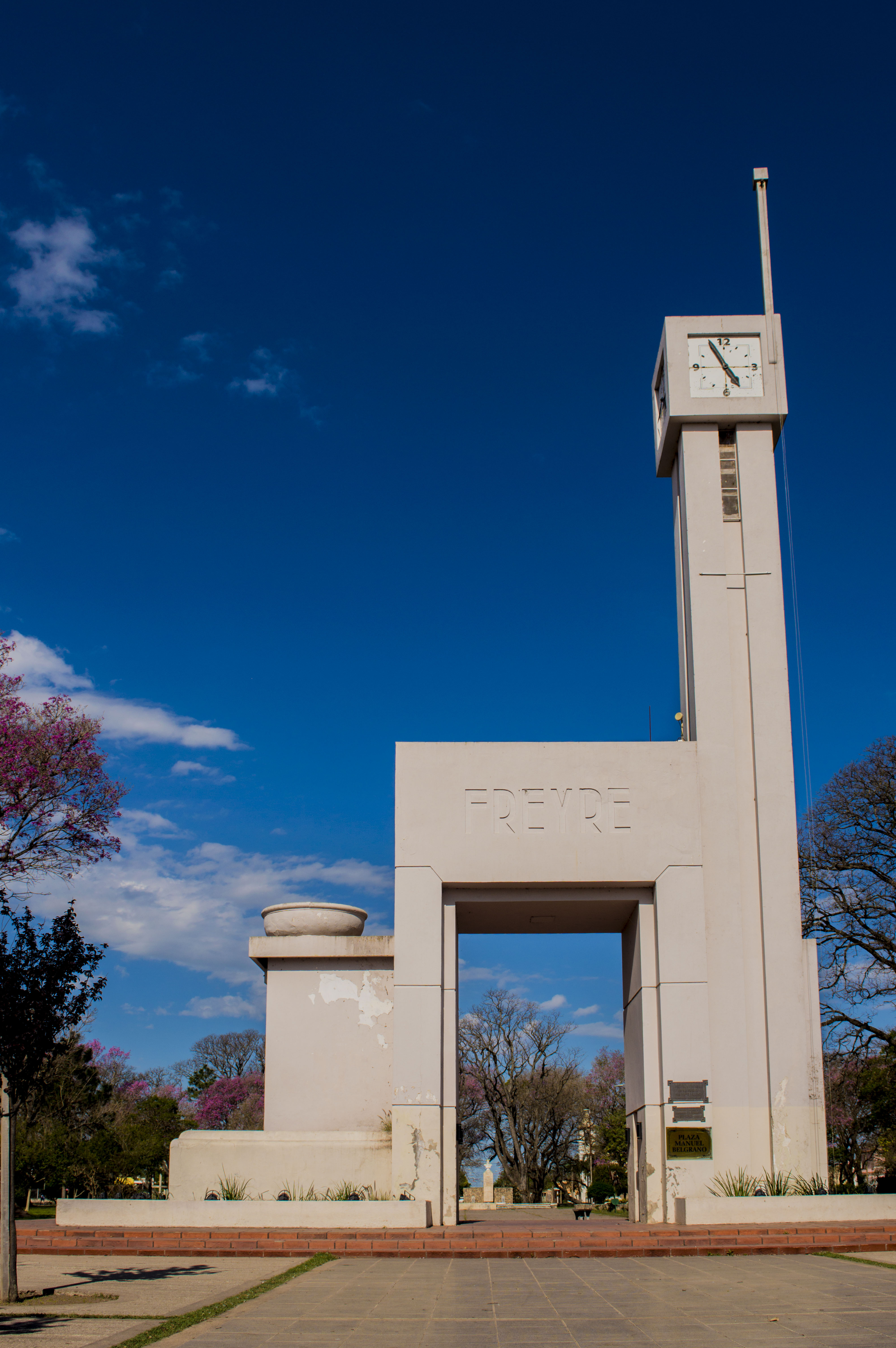
Reloj de la plaza Manuel Belgrano, icono de la localidad

## Población
Cuenta con 7,661 habitantes (Indec, 2022), lo que representa un incremento del 13 % frente a los 6,620 habitantes (Indec, 2010) del censo anterior.
| Gráfica de evolución demográfica de Freyre entre 1991 y 2022 |
|                                                              |
| Fuente: Censos nacionales del INDEC                          |

## Educación
La oferta educativa de Freyre se compone de dos carreras terciarias con articulación universitaria a través de un Anexo del Instituto de Enseñanza "María Justa Moyano de Ezpeleta", dos establecimientos de enseñanza media, el Instituto de Enseñanza Media IPEM 326 Mariano Moreno,en el que se desarrollan dos especialidades del ciclo orientado: Bachillerato Ciencias Naturales y Bachillerato Economía y Administración y el Instituto FASTA Santa Teresita del Niño Jesús, con una orientación: Ciencias Sociales, además este último junto con el Centro Educativo Florentino Ameghino imparten educación Inicial y Primaria.
Para quienes en su edad escolar no pudieron completar sus estudios, existen los Centros Primario y Secundario para Adultos, teniendo al alcance todas las posibilidades para una educación completa.
Es importante destacar la función educativa y de integración desarrollada por el Instituto Especial "Amanecer" o A.P.A.N.E (Asociación de Padres y Amigos para el Niño Especial) que con su Escuela-Granja-Hogar, brinda un medio de expresión y realización a personas con capacidades diferentes.

## Instituciones
En la localidad funcionan dos establecimientos privados de atención médica: el Policlínico Privado Freyre y el Sanatorio Mayo, ambos con distintas especialidades. Además funciona el dispensario municipal Dr. Miguel Santiago Valle, donde se realiza una atención primaria de la salud, así como consultorios anexos de Ginecología y Odontología.
La mayor actividad cultural se canaliza a través de la Dirección Municipal de Cultura, de la cual dependen quince Talleres Culturales a los que asisten más de 300 alumnos.
La actividad deportiva es desarrollada en varias instituciones locales: Club Atlético 9 de Julio Olímpico, Freyre Bochas Club y Club de Cazadores, y en el Campo de Deportes Municipal.
La información local es difundida a través de medios de comunicación como Canal 6 Cooperativo Freyre, Radio "La cien" FM 100.1 Mgz, RF1 Radio Freyre, FM y la Revista "Usted", de publicación mensual.
En la localidad funciona el Grupo Scout "Nuestra Señora de Lourdes", la Asociación de Bomberos Voluntarios, F.U.L.C.E.C., el Centro de Jubilados y Pensionados, Amigos del Bien, Club de Abuelos "Conde di Torino",
En lo que a acción social se refiere, la comunidad se encuentra contenida por la labor desarrollada por la guardería municipal Esperanza, el hogar de día Paicor, el comedor comunitario que depende de la parroquia local y el hogar de ancianos municipal San Vicente de Paul.

## Economía
La principal actividad económica de Freyre es la agrícola-ganadera con explotación lechera.
Es por esa actividad quizás que los pioneros de la localidad, hace 60 años fundaron la industria líder en nuestro medio, la empresa láctea Manfrey, dedicada a la elaboración y comercialización de quesos, crema, manteca, yogur, leche fluida y en polvo y dulce de leche, (producción que en su mayor porcentaje se comercializa en el mercado externo)convirtiéndose en los últimos años uno de los principales exponentes de su especialidad en el país.
Esta empresa es el eje o motor de la actividad económica local, siendo la principal fuente de trabajo de Freyre con sus más de 300 empleados; junto con la Ferretera General Paz, con aproximadamente 140 empleados. La actividad comercial genera también una importante fuente de ingresos. Las Cooperativas son otra forma de beneficiar a los socios, existen dos muy importantes: Cooperativa Agrícola, Ganadera y de Consumo Freyre Ltda. y Cooperativa de Servicios Públicos de Freyre.
Las explotaciones agropecuarias se dedican a cosecha fina y gruesa (de aquí nace la Fiesta Nacional del Sorgo y la Cosecha Gruesa, en la cual se eligen la Reina, 1.ª y 2.ª princesa, anualmente. Sus participantes provienen de la Región y de todo el país representantes de otras fiestas, ya sean nacionales, provinciales, o regionales.) aprovechando la riqueza de nuestro suelo y las superficies libres de sembradios se destinan a la cría de ganado, en su mayoría raza holando-argentino.
El aspecto financiero está cubierto por dos entidades bancarias, una oficial (Banco de Córdoba BANCOR) y otra privada (Banco Macro) y la Mutual 9 de Julio Olímpico Freyre.

## Hermanamientos
Desde el 10 de junio de 1997 se encuentra hermanada con la localidad Italiana de Barge, provincia de Cuneo, región del Piamonte, pueblo situado al pie de los alpes italianos.

## Parroquias de la Iglesia católica en Freyre
| Diócesis  | San Francisco              |
| --------- | -------------------------- |
| Parroquia | Nuestra Señora del Rosario |